# Puchar Australii i Oceanii w snowboardzie 2017
Puchar Australii i Oceanii w snowboardzie w sezonie 2017 to kolejna edycja tej imprezy. Cykl ten rozpoczął się 27 lipca 2017 roku w australijskim Mount Hotham w zawodach snowcross'u. Ostatnie zawody sezonu zostały rozegrane 26 sierpnia tegoż samego roku w również w australijskim Mount Hotham w zawodach snowcross'u. 
Łącznie zostało rozegranych 6 zawodów zarówno dla kobiet jak i mężczyzn.

## Konkurencje
- snowcross
- slopestyle
- halfpipe

## Kalendarz i wyniki Pucharu Australii i Oceanii

### Mężczyźni
| Lp | Data             | Miejscowość  | Dyscyplina | 1. Miejsce     | 2. Miejsce     | 3. Miejsce       |
| -- | ---------------- | ------------ | ---------- | -------------- | -------------- | ---------------- |
| 1. | 27 lipca 2017    | Mount Hotham | SX         | Cameron Bolton | Adam Lambert   | Alex Pullin      |
| 2. | 28 lipca 2017    | Mount Hotham | SX         | Alex Pullin    | Adam Lambert   | Matthew Thomas   |
| 3. | 15 sierpnia 2017 | Cardrona     | HP         | Naito Ando     | Ryō Aono       | Ikko Anai        |
| 4. | 17 sierpnia 2017 | Cardrona     | SS         | Matthew Cox    | Takeru Otsuka  | Hiroaki Kunitake |
| 5. | 25 sierpnia 2017 | Mount Hotham | SX         | Alex Pullin    | Matthew Thomas | Adam Lambert     |
| 6. | 26 sierpnia 2017 | Mount Hotham | SX         | Alex Pullin    | Matthew Thomas | Adam Lambert     |

### Klasyfikacje
| Lp. | Zawodnik        | Punkty |
| --- | --------------- | ------ |
| 1.  | Alex Pullin     | 1800   |
| 2.  | Adam Lambert    | 1400   |
| 3.  | Matthew Thomas  | 1350   |
| 4.  | Adam Dickson    | 900    |
| 5.  | Josh Miller     | 730    |
| 6.  | Cameron Bolton  | 725    |
| 7.  | Henry Collins   | 700    |
| 8.  | Nicholas Masjuk | 560    |
| 9.  | Carter Mills    | 525    |
| 10. | Henry Baff      | 520    |

| Lp. | Zawodnik             | Punkty |
| --- | -------------------- | ------ |
| 1.  | Matthew Cox          | 500    |
| 2.  | Takeru Otsuka        | 400    |
| 3.  | Hiroaki Kunitake     | 300    |
| 4.  | Lyon Farrell         | 250    |
| 5.  | Carlos Garcia Knight | 225    |
| 6.  | Fletcher Craig       | 200    |
| 7.  | Lachlan Blackmore    | 180    |
| 8.  | Kousei Suzuki        | 160    |
| 9.  | Daniel Bohinc        | 145    |
| 10. | Atsuhiro Suzuki      | 130    |

| Lp. | Zawodnik       | Punkty |
| --- | -------------- | ------ |
| 1.  | Naito Ando     | 500    |
| 2.  | Ryō Aono       | 400    |
| 3.  | Ikko Anai      | 300    |
| 4.  | Kent Callister | 250    |
| 5.  | Ikumi Imai     | 225    |
| 6.  | Lee Min-sik    | 200    |
| 7.  | Fletcher Craig | 180    |
| 8.  | Lee Joon-sik   | 160    |
| 9.  | Robert Pettit  | 145    |
| 10. | Joshua Bowman  | 130    |

### Kobiety
| Lp | Data             | Miejscowość  | Dyscyplina | 1. Miejsce     | 2. Miejsce            | 3. Miejsce       |
| -- | ---------------- | ------------ | ---------- | -------------- | --------------------- | ---------------- |
| 1. | 27 lipca 2017    | Mount Hotham | SX         | Georgia Baff   | Michaela Davis-Meehan | Christina Taylor |
| 2. | 28 lipca 2017    | Mount Hotham | SX         | Georgia Baff   | Emily Boyce           | Christina Taylor |
| 3. | 15 sierpnia 2017 | Cardrona     | HP         | Emily Arthur   | Dakota Craig          | Kayleigh Carew   |
| 4. | 17 sierpnia 2017 | Cardrona     | SS         | Reira Iwabuchi | Yuka Fujimori         | Hikari Yoshizawa |
| 5. | 25 sierpnia 2017 | Mount Hotham | SX         | Emily Boyce    | Christina Taylor      | Georgia Crisp    |
| 6. | 26 sierpnia 2017 | Mount Hotham | SX         | Emily Boyce    | Georgia Crisp         | Christina Taylor |

### Klasyfikacje
| Lp. | Zawodniczka           | Punkty |
| --- | --------------------- | ------ |
| 1.  | Emily Boyce           | 1650   |
| 2.  | Christina Taylor      | 1300   |
| 3.  | Georgia Crisp         | 1025   |
| 4.  | Georgia Baff          | 1000   |
| 5.  | Cora McCloskey        | 950    |
| 6.  | Tamara Cowley         | 830    |
| 7.  | Sienna Doolan         | 670    |
| 8.  | Courtney Bartlett     | 635    |
| 9.  | Michaela Davis-Meehan | 545    |
| 10. | Charlotte Batten      | 340    |

| Lp. | Zawodniczka          | Punkty |
| --- | -------------------- | ------ |
| 1.  | Reira Iwabuchi       | 500    |
| 2.  | Yuka Fujimori        | 400    |
| 3.  | Hikari Yoshizawa     | 300    |
| 4.  | Asami Hirono         | 250    |
| 5.  | Gillian Andrewshenko | 225    |
| 6.  | Natalie Good         | 200    |
| 7.  | Li Dongyu            | 180    |
| 8.  | Zhai Yue             | 160    |
| 9.  | Zhang Tong           | 145    |
| 10. | Liu Kaiting          | 130    |

| Lp. | Zawodniczka    | Punkty |
| --- | -------------- | ------ |
| 1.  | Emily Arthur   | 500    |
| 2.  | Dakota Craig   | 400    |
| 3.  | Kayleigh Carew | 300    |
| 4.  | Lee Min-ju     | 250    |
| 5.  | Lee Na-yoon    | 225    |
| 6.  | Macarena Valle | 200    |